# La Haye-du-Theil
 La Haye-du-Theil  là một xã thuộc tỉnh Eure trong vùng Normandie miền bắc nước Pháp.